# كيشون ديفيس
كيشون ديفيس (مواليد 28 فبراير 1999) هو ملاكم أمريكي فاز بالميدالية الفضية في أولمبياد 2020 في وزن الخفيف.